# Terreinmotor
Een terreinmotor is een motorfiets die bedoeld is voor in het terrein.
Terreinmotoren zijn hoger gebouwd dan gewone motorfietsen, hebben in het algemeen slechts één cilinder en een dry sump smeersysteem om de bodemvrijheid te waarborgen. De veerwegen zijn bijzonder lang. Voor de verschillende takken van terrein-motorsporten worden ook verschillende motorfietsen gemaakt: crossmotoren, enduromotoren, trialmotoren.
De grote Japanse fabrikanten hebben allemaal terreinmotoren in hun programma, maar er zijn veel (kleine) motorfietsmerken die zich specialiseren in dit soort machines.